# Emmanuel Apeh
Emmanuel Apeh (Kaduna, 25 ottobre 1996) è un calciatore nigeriano, attaccante dell'Al-Ittihad Alessandria.

## Caratteristiche tecniche
È un centravanti.

## Carriera
Nato a Kaduna in Nigeria, inizia la propria carriera professionistica in Spagna fra le file dell'Alcalá, dove debutta il 24 marzo 2016 nel corso del match di Tercera División perso 5-1 contro il San Fernando. Nel mercato estivo seguente passa al Lorca in Segunda División B, con cui ottiene la promozione in seconda divisione al termine della stagione; il 21 ottobre 2017 segna la sua prima rete fra i professionisti, nel pareggio interno per 2-2 contro il Tenerife.
L'11 luglio 2018 viene acquistato dal Celta Vigo che lo aggrega alla propria seconda squadra; nonostante ciò, il 27 gennaio seguente debutta in prima squadra giocando l'incontro della Liga perso 2-1 contro il Real Valladolid. Il 5 agosto 2020 viene ceduto a titolo definitivo al Tenerife.

## Statistiche
Statistiche aggiornate al 18 febbraio 2021.

### Presenze e reti nei club
| Stagione            | Squadra             | Campionato          | Campionato | Campionato | Coppe nazionali | Coppe nazionali | Coppe nazionali | Coppe continentali | Coppe continentali | Coppe continentali | Altre coppe | Altre coppe | Altre coppe | Totale | Totale | Totale |
| Stagione            | Squadra             | Comp                | Pres       | Reti       | Comp            | Pres            | Reti            | Comp               | Pres               | Reti               | Comp        | Pres        | Reti        | Pres   | Reti   |        |
| ------------------- | ------------------- | ------------------- | ---------- | ---------- | --------------- | --------------- | --------------- | ------------------ | ------------------ | ------------------ | ----------- | ----------- | ----------- | ------ | ------ | ------ |
| 2015-2016           | Alcalá              | TD                  | 9          | 4          | CR              | 0               | 0               |                    | -                  | -                  |             | -           | -           | 9      | 4      |        |
| 2016-2017           | Lorca B             | TD                  | 31         | 22         |                 | -               | -               |                    | -                  | -                  |             | -           | -           | 31     | 22     |        |
| 2017-2018           | Lorca B             | TD                  | 8          | 6          |                 | -               | -               |                    | -                  | -                  |             | -           | -           | 8      | 6      |        |
| Totale Lorca B      | Totale Lorca B      | Totale Lorca B      | 39         | 28         |                 | -               | -               |                    | -                  | -                  |             | -           | -           | 39     | 28     |        |
| 2016-2017           | Lorca               | SDB                 | 6          | 0          | CR              | 0               | 0               |                    | -                  | -                  |             | -           | -           | 6      | 0      |        |
| 2017-2018           | Lorca               | SD                  | 24         | 3          | CR              | 0               | 0               |                    | -                  | -                  |             | -           | -           | 24     | 3      |        |
| Totale Lorca        | Totale Lorca        | Totale Lorca        | 30         | 3          |                 | 0               | 0               |                    | -                  | -                  |             | -           | -           | 30     | 3      |        |
| 2018-2019           | Celta Vigo          | PD                  | 2          | 0          | CR              | 0               | 0               |                    | -                  | -                  |             | -           | -           | 2      | 0      |        |
| 2018-2019           | Celta Vigo B        | SDB                 | 24         | 9          |                 | -               | -               |                    | -                  | -                  |             | -           | -           | 24     | 9      |        |
| 2019-2020           | Celta Vigo B        | SDB                 | 25         | 12         |                 | -               | -               |                    | -                  | -                  |             | -           | -           | 25     | 12     |        |
| Totale Celta Vigo B | Totale Celta Vigo B | Totale Celta Vigo B | 49         | 21         |                 | -               | -               |                    | -                  | -                  |             | -           | -           | 49     | 21     |        |
| 2020-2021           | Tenerife            | SD                  | 21         | 0          | CR              | 2               | 1               |                    | -                  | -                  |             | -           | -           | 23     | 1      |        |
| Totale carriera     | Totale carriera     | Totale carriera     | 150        | 56         |                 | 2               | 1               |                    | -                  | -                  |             | -           | -           | 152    | 57     |        |

## Palmarès

### Individuale
- Capocannoniere della Coppa d'Azerbaigian: 1

2022-2023 (3 reti)